# Австралийский келпи
Австрали́йский ке́лпи (англ. australian kelpie) — порода собак, выведенная в Австралии. Относится к пастушьим собакам. Признана FCI, АКС, UKC, KCGB, ANKC.
Келпи обладают генетически обусловленными качествами, которые отличают их от других собак. Наиболее интересным, является то, что они обладают очень широким углом обзора, который максимально позволяет визуально контролировать объект наблюдения и длительно концентрировать на нём своё внимание. Обладая такими уникальными особенностями и качествами, келпи приносят неоценимую пользу, работая в животноводческих хозяйствах.
Современный келпи не только пастух, но и обладает великолепными спортивными качествами, участвуя и побеждая в спортивных соревнованиях по аджилити, дог-фризби, питч энд гоу и фристайлу (танцы с собаками).
Келпи считается[кем?] суперзвездой австралийского собаководства и одной из главных пород этого континента.

## История породы
Первые упоминания о келпи в литературных источниках относятся к концу XIX века. Устоявшегося мнения исследователей о происхождении породы на сегодняшний день не существует. Одни считают, что келпи произошли от колли, завезённых в Австралию первыми поселенцами. Другие указывают, что в них течёт кровь английских колли линии Ратерфорда из Северного графства, которые, как и многие другие овчарки, были завезены сюда в конце прошлого века. Существует и версия, по которой достаточно велика вероятность участия в формировании породы келпи диких австралийских динго. Однако достоверно известно, что у себя на родине в Австралии эта порода собак непрерывно улучшалась, а их целенаправленная селекция на одной из ведущих австралийских племенных ферм келпи Enfinvale началась с 1956 года.

### Австралийский келпи в России
С 1987 года щенки породы келпи появились в СССР. В трёх ведущих племенных питомниках Австралии (Wyreema, Elfinvale и Avenpart) были приобретены 30 щенков австралийских овчарок келпи. Они были распределены по двум питомникам: ВНИИОК (ГНУ СНИИЖК) в г. Ставрополь и КазНИТИО в Казахстане. Эта порода оказалась наиболее пригодна для работы в овцеводческих хозяйствах Ставропольского края, юга России и многих других регионах. Сочетание выдающихся рабочих качеств с минимальными требованиями к уходу за шёрстным покровом сделало келпи незаменимым помощником животноводов.
Австралийские келпи используются в пастьбе не только овец, коз, а также в частных хозяйствах успешно справляются с пастьбой домашней птицы (уток и гусей, даже выгоняя их из пруда, если это необходимо).

## Внешний вид
Подвижная, активная собака, сочетает в себе сильное, мускулистое строение и очень гибкие конечности, неутомима в работе.
Голова пропорциональна размерам тела. Общие формы и контуры в целом создают несколько лисье выражение, которое смягчается миндалевидными глазами.
Череп слегка округлый, между ушами широкий. Переход ото лба к морде — выраженный.
Морда чётко «выточенная», чуть короче черепа. Губы плотные и сухие, не обвисшие. Цвет мочки носа гармонирует с окрасом шерсти.
Глаза среднего размера, с чётко очерченными углами, выражают ум и усердие. Цвет — карий, гармонирующий с окрасом шерсти. У собак с голубым окрасом глаза могут иметь более светлый оттенок.
Уши стоячие с острыми концами, среднего размера; кожа тонкая, у основания — более плотная и прочная, уши широко расставлены и наклонены вперёд, со слегка изогнутыми наружными краями. Внутренняя часть уха покрыта довольно густой шерстью.
Зубы крепкие, равномерно посаженные, с ножницеобразным прикусом, то есть верхние резцы перекрывают нижние.
Скулы не грубые, не выступающие, по направлению к морде — округлые.
Шея умеренной длины, крепкая, слегка изогнутая, с небольшим загривком, постепенно переходящая в плечи, без подвеса, с «воротником».
Длина корпуса собаки от переднего выступа грудины до седалищного бугра по прямой линии превышает высоту в холке в отношении 10 к 9. Линия верха чёткая, ровная; поясница сильная, мускулистая; круп достаточно длинный и наклонный; грудь развита больше в глубину, чем в ширину; рёбра заметно округлые, бок достаточно глубокий.
Передние конечности мускулистые, с сильным, но сухим костяком. При взгляде спереди — прямые и параллельные. Лопатки чётко очерчены, мускулистые, с заметным наклоном. Верхние края лопаток близко сходятся на холке. Угол плечелопаточного сочленения прямой. Локти не вывернуты ни внутрь, ни наружу, пясти при взгляде сбоку имеют небольшой наклон, который обеспечивает гибкость движений и способность к быстрому развороту.
Задние конечности широкие, сильные, хорошо выражен угол колена. При взгляде сзади — прямые и параллельные, поставлены не слишком близко и не слишком далеко друг от друга. Скакательный сустав расположен низко. Лапы округлые, сильные, с глубокими подушечками, сводчатыми, собранными в «комок» пальцами и крепкими, короткими когтями.
Хвост в состоянии покоя, слегка изгибаясь, свисает вниз. При движении или в возбуждённом состоянии может приподниматься, при этом не должен заходить за вертикальную линию, проведённую от его основания. Заканчивается «кисточкой». Посажен в соответствии с наклоном крупа, достаёт до скакательных суставов.
Движения должны быть свободными и неутомимыми; собака должна обладать хорошей мобильностью поворота на большой скорости. При беге рысью в случае увеличения скорости движения лапы сближаются друг с другом; в покое, в стойке — лапы располагаются по периметру прямоугольника. Раскачивание или «перекрещивание» ног при движении нежелательно.
Шёрстный покров двойной, с коротким густым подшёрстком. Остевой волос плотный, прямой, жёсткий, плотно прилегающий, непромокаемый. Под корпусом и на задней части бёдер шерсть длиннее и образует короткие очёсы. На голове (включая внутреннюю часть уха) и по направлению к передней части конечностей и лап — шерсть короткая. Вдоль шеи шерсть более длинная и образует воротник. Слишком длинная или слишком короткая шерсть считается дефектом. Средняя длина шёрстного покрова корпуса составляет 2—3 см.
Окрас чёрный, чёрный c подпалом, рыжий, рыжий с подпалом, палевый, шоколадный, дымчато-голубой.
Высота в холке кобелей — 46—51 см, сук — 43—48 см.

## Темперамент
Внимательная, живая, активная, очень интеллигентная; с мягким сговорчивым характером, практически неиссякаемой энергией, верная и преданная. Обладает врождённым инстинктом и способностью сторожить стада овец как в поле, так и в загонах.